# Pilsbryspira elozantha
Pilsbryspira elozantha is een slakkensoort uit de familie van de Pseudomelatomidae. De wetenschappelijke naam van de soort is voor het eerst geldig gepubliceerd in 1861 door Ravenel.